# Ted Nicolaou
Ted Nicolaou (3 ottobre 1949) è un regista, sceneggiatore e montatore statunitense.

## Biografia
Ted Nicolaou si diploma alla University of Texas. Inizia la sua carriera grazie a Charles Band, che lo utilizza inizialmente nei suoi film e nelle sue produzioni come supervisore del suono. Il suo primo lavoro nel 1974 con il film Non aprite quella porta.

## Filmografia

### Regista
- Il demone delle galassie infernali (Ragewar) (1984) il segmento Desert Pursuit
- Savage Island (1985)
- Terror Vision - Visioni del terrore (TerrorVision) (1986)
- Lucky Luke 2 (1991)
- Subspecies (Vampiri) (1991)
- Radio Alien (Bad Channels) (1992)
- Lucky Luke (1993) - serie TV, 2 episodi
- Bloodstone: Subspecies II (Radu, principe delle tenebre) (1993)
- Mamma, i ladri! (Remote) (1993)
- Bloodlust: Subspecies III (1994)
- Dragonworld (1994)
- Gli allegri folletti (Leapin' Leprechauns) (1995)
- Il regno segreto (Magic in the Mirror) (1996)
- Spellbreaker: Secret of the Leprechauns (1996)
- Magic in the Mirror: Fowl Play (1996)
- Il diario del vampiro (Vampire Journals) (1997)
- The Shrunken City (1998)
- Subspecies 4: Bloodstorm (1998)
- Dragonworld: The Legend Continues (1999)
- HBO First Look (1999) - serie TV, 1 episodio
- Ragdoll (1999)
- Lip Service (1999)
- The St. Francisville Experiment (2000)
- The Horrible Dr. Bones (2000)
- Full Moon Fright Night (2002) - serie TV, 1 episodio
- In the Shadow of the Cobra (2004)
- Puppet Master vs. Demonic Toys (2004)
- La maschera etrusca (The Etruscan Mask) (2007)
- Wicked Karma (2009)
- Crimson Lake (2012)

### Montatore
- Horror Puppet (Tourist Trap) (1979)
- The Day Time Ended (1980)
- Night Warning (1983)
- I vendicatori della notte (Young Warriors) (1983)
- The Alchemist (1984)
- Il demone delle galassie infernali (Ragewar) (1984)
- Ghoulies (1985)
- Un poliziotto del futuro (Trancers) (1985)
- Alien - Zona di guerra (Zone Troopers) (1985)
- Robot Jox (1990)
- Meridian (1990)
- Distruzione totale (Crash and Burn) (1990)
- Trancers II (1992)
- On the Set: The Alamo (2004)
- Wicked Karma (2009)

### Sceneggiatore
- Il demone delle galassie infernali (Ragewar) (1984)
- Terror vision - visioni del terrore (TerrorVision) (1986)
- Assault of the Killer Bimbos (1988)
- Radu, principe delle tenebre (Bloodstone: Subspecies II) (1993)
- Bloodlust: Subspecies III (1994)
- Dragonworld (1994)
- Gli allegri folletti (Leapin' Leprechauns) (1995)
- Spellbreaker: Secret of the Leprechauns (1996)
- Vampire Journals (1997)
- Subspecies 4: Bloodstorm (1998)
- Dragonworld: The Legend Continues (1999)
- Full Moon Fright Night (2002) - serie TV, 1 episodio
- Dracula the Impaler (2002)
- On the Set: The Alamo (2004)
- La maschera etrusca (The Etruscan Mask) (2007)